# Завръщане от Рим
„Завръщане от Рим“ е българско-италиански 5-сериен телевизионен игрален филм (драма) от 1976 година на режисьора Иля Велчев, по сценарий на Антон Дончев. Оператор и художник е Константин Джидров. Музиката във филма е композирана от Митко Щерев.

## Сюжет
Доцент Кирил Милев, известен хирург, е на специализация в Рим. Ани, неговата съпруга, млад сърдечен хирург, оперира в България. Изгражда авторитет на добър лекар и топъл човек. Милев вика Ани в Рим. Открива му се възможност и за работа в Америка. Тя не иска да остави своите болни, отказва. Неговите егоизъм и меркантилност са я отчуждили, разделят се. Самотна, Ани се влюбва в по-младия от нея Владимир, романтичен характер, спортен журналист. Милев се връща в България като главен лекар в болницата, където работи Ани. Той още смята, че има права над нея. Надменен, авторитарен, има за свое верую „Аз оперирам сърца, а не хора“. За Ани сърцето е символ на любовта, на връзките между хората. Милев се опитва да я привлече отново с красивия апартамент, който е купил, с подаръци за малката им дъщеря. Говори ѝ за любовта си. Ани се колебае, за момент като че се връща към него. Само че в него нищо не се е изменило – той решава да напусне болницата, да стане заместник-министър. Ани се отвращава, че е готов да лиши страдащите от своя изключителен талант на хирург. Отблъсква се от него окончателно. А Владимир, който я разтоварва с романтичността си, се оказва слаб, незрял човек. Ани изстрадва разочарованието си от двамата. Посвещава се на болните, дава им обичта си и лекарската си дарба.
Идеята на филма е за извисяването на човека над личното, над съблазните на живота, да бъде полезен на другите и най-вече на страдащите за сметка на собственото си добруване и удобство. Да постигне щастието да тежи на своето истинско място.

## Серии
- 1. серия – 54 минути
- 2. серия – 52 минути
- 3. серия – 51 минути
- 4. серия – 55 минути
- 5. серия – 53 минути[1].

## Актьорски състав
| Роля                              | Изпълнител                      |
|                                   | В главните роли                 |
| --------------------------------- | ------------------------------- |
| д-р Ани Милева                    | Райна Василева                  |
| доцент Кирил Милев                | Милен Пенев                     |
| журналиста Владимир               | Юрий Ангелов (като Юри Ангелов) |
|                                   | С участието на                  |
| съпругата на италианския професор | Дагмар Ласандер                 |
| италианска лекарка                | Лаура Белли                     |
| д-р Росин, колега на Ани Милева   | з. а. Петър Слабаков            |
| архитект Петър Карев              | з. а. Наум Шопов                |
| д-р Симова, колежка на Ани Милева | з. а. Виолета Донева            |
| майката на Ани                    | н. а. Катя Зехирева             |
| професорът                        | Никола Дадов                    |
| италианския професор              | Пиеро Джерлини                  |
|                                   | В епизодите                     |
|                                   | Тодор Георгиев                  |
|                                   | Гергана Бърдарова               |
|                                   | Атанас Найденов                 |
|                                   | Ани Илчева                      |
|                                   | Борис Радивенски                |
|                                   | Светозар Атанасов               |
|                                   | Светослав Дюлгеров              |
|                                   | Георги Миндов                   |
|                                   | Иван Запрянов                   |
|                                   | Снежина Иванова                 |
|                                   | Чинция Бруно                    |
|                                   | Атанас Василев                  |
|                                   | Любомир Пантев                  |
|                                   | Алекси Алексиев                 |
|                                   | Петър Сердаров                  |

и други